# Patrick Corbin
Patrick Alan Corbin (Clay, 19 luglio 1989) è un giocatore di baseball statunitense, lanciatore partente per i Washington Nationals della Major League Baseball.

## Carriera

### Inizi e Minor League (MiLB)
Nato a Clay, New York, Corbin frequentò la Cicero-North Syracuse High School di Cicero, nella stessa contea. Terminati gli studi superiori si iscrisse al Chipola College di Marianna nello stato della Florida.
Da lì venne selezionato nel secondo turno, come 80ª scelta assoluta del draft MLB 2009 dai Los Angeles Angels of Anaheim, che lo assegnarono nella classe Rookie.
Il 25 luglio 2010, gli Angels scambiarono Corbin, Rafael Rodriguez, Joe Saunders e un giocatore da nominare in seguito con gli Arizona Diamondbacks per il Lanciatore Dan Haren. Lo scambio venne concluso il 7 agosto con l'invio di Tyler Skaggs ai Diamondbacks. Durante la stagione 2010, Corbin giocò nella classe A e nella A-avanzata e nel 2011 per intera stagione nella Doppia-A.

### Major League (MLB)

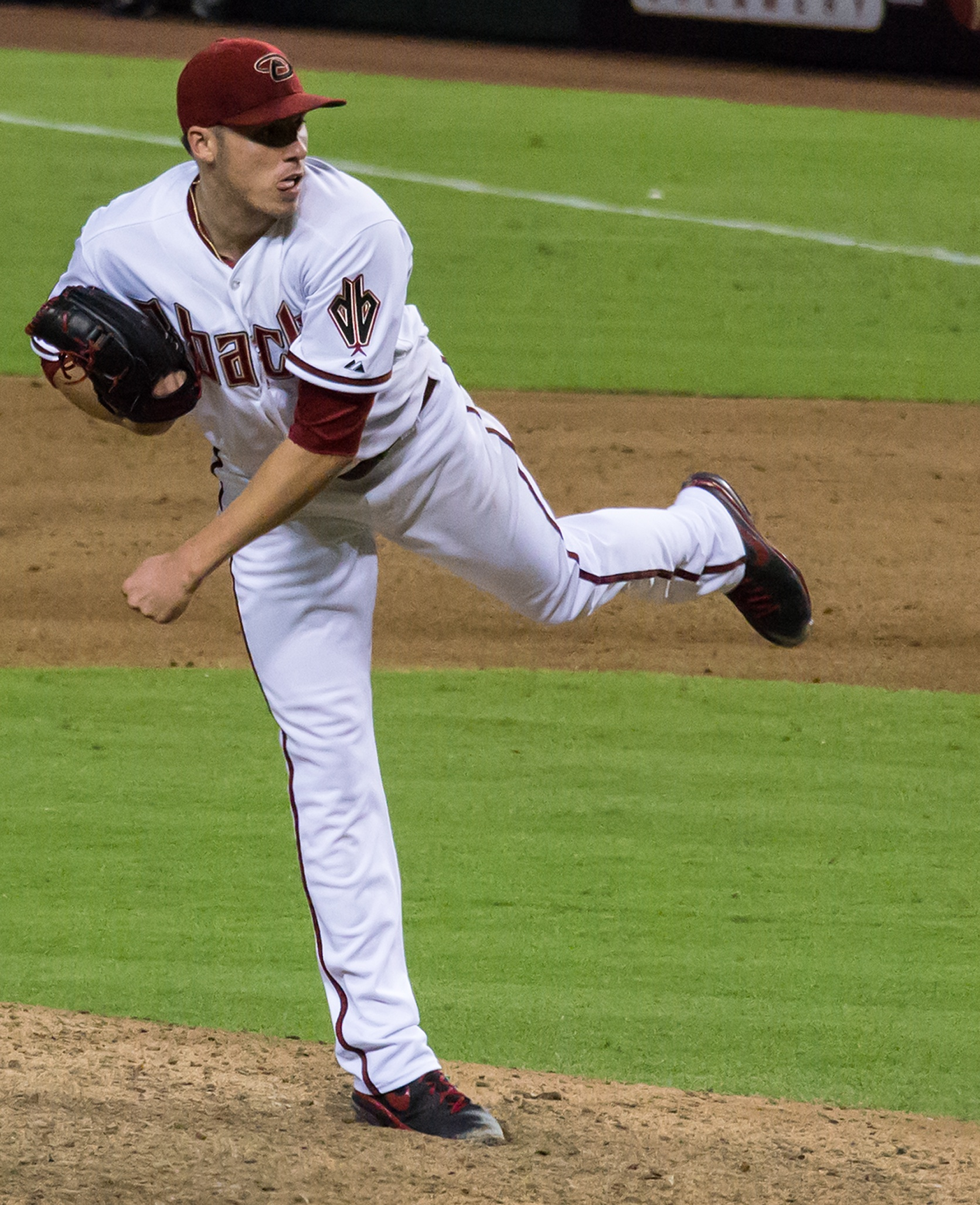
Corbin con i D-backs nel 2013

Corbin debuttò nella MLB il 30 aprile 2012, al Marlins Park di Miami contro i Miami Marlins, ottenendo la sua prima vittoria. Concluse la stagione con all'attivo 22 partite disputate nella MLB e 13 nella Minor League (4 nella Doppia-A e 9 nella Tripla-A).
Nel maggio 2013 venne nominato giocatore del mese della National League. Nel luglio 2013 venne convocato per il suo primo All-Star Game, ma non scese in campo durante la competizione.
Nel 2014 si sottopose alla Tommy John surgery perdendo l'intera stagione e la prima parte della stagione successiva. Tornò in campo il 4 luglio 2015.
Nel 2017, Corbin accettò un contratto del valore di 3.95 milioni di dollari con i Diamondbacks e l'anno seguente firmò con la stessa squadra un contratto di 7.5 milioni. Corbin divenne free agent al termine della stagione 2018.
Il 7 dicembre 2018, Corbin firmò un contratto esennale del valore di 140 milioni di dollari con i Washington Nationals.
Il 2 luglio 2019, Corbin scelse di indossare la casacca con il numero 45 durante la partita contro i Miami Marlins per onorare il suo ex compagno di squadra Tyler Skaggs deceduto il giorno precedente.
Durante la gara 7 delle World Series 2019, fu il lanciatore a ottenere la vittoria laureandosi campione, e portando i Nationals a conquistare la loro prima World Series nella storia della franchigia.

## Palmarès

### Club
- World Series: 1

Washington Nationals: 2019

### Individuale
- MLB All-Star: 2

2013, 2018
- Lanciatore del mese della NL: 1

maggio 2013
- Giocatore della settimana della NL:

22 aprile 2018